# 桃太郎電鉄DS TOKYO&JAPAN
桃太郎電鉄DS TOKYO&JAPAN（ももたろうでんてつディーエス トーキョー アンド ジャパン）は、2007年4月26日にハドソンから発売されたニンテンドーDS向けのボードゲーム。桃太郎電鉄シリーズ第17作。

## 概要
ニンテンドーDS向けの作品だが、これまでの携帯ゲーム機向け作品と比べて、対戦人数が最大3人である点・プレイ年数が最大30年である点・登場するカードが45種類しかないなど、やや見劣りする部分が見られる。理由は、携帯アプリ版の『TOKYO』『JAPAN』を2in1移植したためで、アプリ版をFOMA携帯で遊べない人をターゲットにしたとのこと。しかし、さくまあきらの予想より大幅にFOMA加入者およびau加入者が増えたため、アプリ版経験者が多いと予想し、新規イベントなどを入れている。
なお、DS本体クリスタルホワイト同梱版も発売されている（定価：20,800円）。

## 前作以前からの主な変更点
- 本作では、DSダウンロードプレイ・ワイヤレスプレイ対応。
  - 前作同様、Wi-Fiを利用したオンライン対戦は非対応。後にDS版として発売される『20周年』『WORLD』では対応している。
- 本作では、プレイ人数は人間とCOMの合計で3人、最大年数は30年になった。
- 本作では、上画面がメインのマップ画面で、下画面は様々な情報を表示する。
- 本作では、岡山駅の物件としての「桃太郎ランド」は登場しない。「桃太郎ランド」が物件として存在しないのは『SUPER』以来である[3]。
- 本作では、上記の代替としてニンテンドーDSのタッチ画面を使って遊ぶ5種類のミニゲーム「桃太郎ランド」が登場する。
- 本作では、全国編である「JAPAN」を例に挙げると、マップがこれまでの作品と比べて全体的に小さくなっている。
  - 空路がないため、「ハワイ」などの海外の物件駅がない。また、太平洋側の航路のルートがこれまでの作品と大幅に異なる。
  - 「銀河鉄道」や「ボンビラス星」などの地球外のマップが登場しない。
  - 陸路-航路を結ぶ中継点として存在していたフェリー駅も登場しない。
- 本作では、目的地候補は物件駅のみ。また、一度に候補に挙がるのは8種類（従来は原則16種類）。
- 本作では、「おいどん」や「名産怪獣」などのイベントキャラも登場しない。
- 本作では、物件購入時、プレイヤーの名前は先頭から数えて3文字までしか表示されない。例えば「ももたろ社長」が買った物件には「ももた」と表記される。
- 本作では、COMキャラは4段階のみ（赤鬼、餓鬼、風神、えんま）。
  - 特に『7』から登場していたさくま鉄人は、本作のみならず、以降のDS版『20周年』『WORLD』にも登場しなかった[4]ものの、3DSソフトとして発売された『2017』には登場している。
- 本作では、カード袋が「急行系」「便利系」に分かれておらず、合計8枚まで。カード袋が系統ごとに分かれていない仕様は、メインシリーズの作品では『HAPPY』以来である[5]。
- 本作では「JAPAN」に限り、ぶっとび駅・カード売り場駅にも駅名の看板が掲げられている。
- 本作では、「絶好調」「100倍乗っ取り」システムは登場しない。
- 本作では、携帯電話向けタイトルと同様に月初めのカレンダーのイラストが表示されず、簡易表示のみとなっている。カレンダーイラストが表示されないのはメインシリーズとしては初代『桃太郎電鉄』以来である[5]。
- 本作以降、群馬県の物件駅がメインシリーズで初登場した。
- 本作以降、鉄道購入システムがなくなった[6]。
- 本作以降、新本社ビル建設システムが廃止され、東京は通常の物件駅に戻された。
- 本作以降、物件の増資システムが廃止された。
- 本作以降、「特別カード売り場」「MY☆カード売り場」「役職変更」のシステムが廃止された。なお、役職変更システムのみ『令和』で形を変えて復活している。
- 本作以降、「?駅」が通常フィールドから削除された。「ワープ駅」は本作では登場しないが、『WORLD』には登場。
- 本作以降、目的地到着時の名産品の演出が廃止された。
- メインシリーズで初登場のカード：坊主丸儲けカード・赤マスカード・貧乏神カード・ええじゃないカード

## 携帯版からの変更点
- 「TOKYO」では特定のルートの追加・削除が行われている。
  - 岩槻-大宮-川越間を結ぶルート（東武野田線-JR川越線）、赤羽-日暮里を結ぶルート（JR京浜東北線）、八王子-町田-新横浜を結ぶルート（JR横浜線）がない。
  - 自由が丘-青葉台を結ぶルート（東急大井町線-東急田園都市線）、橋本-新百合ヶ丘を結ぶルート（京王相模原線-小田急多摩線）が新設された。
- プレイ年数の選択肢に「30年」が追加されている。
- 貧乏神の変身はメインシリーズでレギュラー登場している形態のみ（キングボンビー、ミニボンビー、ボンビーモンキー、ハリケーンボンビー）。
- 季節ごとにマップの色が変化する。
- 「TOKYO」には他のプレイヤーの近くにテレポートできる「テレポート駅」が、「JAPAN」には他のプレイヤーを近くに呼び出す「マグネット駅」が登場する。
- 蒲田の「グランキャバレー」や新宿の「歌舞伎町お色気街」といった、風俗系物件は差し替えられている。
- 「TOKYO」では深川、「JAPAN」では高松を独占している間のみ「お江戸の発明王」として平賀源内が登場して、プレイヤーの味方をしてくれる。メインシリーズ『20周年』以降および携帯版『CHUBU』以降に採用された「歴史ヒーロー」システムである。
- 携帯版には登場していなかったカード：乗っ取りカード・最寄りの駅でカード・特急周遊カードなど。

## 登場駅
☆は携帯版には登場していない物件駅。

### TOKYO

#### 物件駅（108駅）
御茶ノ水、四谷、立川、狭山、朝霞の5駅は、カード売場からの昇格である。
- 東京
- 新橋
- 汐留
- お台場
- 品川
- 赤坂
- 六本木
- 麻布十番
- 目黒☆
- 恵比寿☆
- 渋谷
- 原宿
- 新宿
- 高田馬場
- 池袋
- 巣鴨
- 日暮里
- 上野
- 浅草
- 秋葉原
- 神田
- 御茶ノ水☆
- 四谷☆
- 両国
- 錦糸町
- 亀戸
- 新小岩

- 日本橋
- 銀座
- 人形町
- 深川
- 築地
- 月島
- 豊洲☆
- 大森☆
- 蒲田
- 代官山
- 祐天寺
- 自由が丘
- 田園調布☆
- 二子玉川☆
- 下北沢
- 豪徳寺☆
- 成城学園
- 下高井戸☆
- 中野
- 高円寺
- 阿佐ヶ谷☆
- 荻窪
- 江古田☆
- 野方☆
- 鷺宮☆
- 上井草
- 豊島園

- 大泉学園
- 石神井☆
- 成増
- 赤羽
- 北千住
- 柴又
- 葛西☆
- 東伏見☆
- 小平☆
- 清瀬☆
- 吉祥寺
- 三鷹
- 国分寺
- 国立☆
- 立川☆
- 日野☆
- 八王子
- 青梅
- 調布☆
- 府中☆
- 町田
- 新百合
- たまプラ☆
- 青葉台☆
- 川崎
- 川崎大師
- 鶴見

- 横浜
- 新横浜
- 伊勢佐木☆
- みらい
- 中華街
- 和光市
- 所沢
- 飯能
- 狭山☆
- 川越
- 戸田公園☆
- 川口
- 浦和
- 大宮
- 草加
- 越谷
- 春日部
- 岩槻
- 松戸
- 柏
- 野田
- 市川
- 船橋
- 津田沼
- 千葉
- 舞浜
- 幕張☆

### JAPAN

#### 物件駅（108駅）
- 稚内
- 旭川
- 根室
- 釧路
- 阿寒☆
- 帯広
- 芽室
- 札幌
- 小樽
- 余市
- 苫小牧
- 室蘭
- 森
- 函館
- 青森
- 弘前
- 五所川原
- 八戸
- 秋田
- 盛岡
- 花巻
- 平泉
- 気仙沼
- 仙台
- 石巻
- 山形
- 米沢
- 酒田☆

- 福島
- 郡山
- 会津若松
- いわき☆
- 水戸
- 宇都宮
- 高崎
- 草津
- 深谷
- 上野
- 池袋
- 東京
- 渋谷
- 千葉
- 館山☆
- 川崎
- 横浜
- 小田原
- 新潟
- 長岡
- 長野
- 小布施
- 松本
- 甲府
- 駒ヶ根
- 熱海
- 静岡
- 磐田

- 浜松
- 豊橋
- 名古屋
- 中津川
- 岐阜
- 下呂☆
- 美濃
- 高山
- 富山
- 高岡
- 八尾
- 氷見
- 金沢
- 松阪
- 伊勢☆
- 京都
- 大阪
- 和歌山
- 南部
- 神戸
- 有馬☆
- 豊岡
- 鳥取
- 松江
- 石見銀山
- 岡山
- 福山
- 広島

- 岩国
- 津和野
- 長門☆
- 下関
- 高松
- 徳島
- 高知
- 須崎
- 松山
- 宇和島
- 北九州
- 福岡
- 佐賀
- 佐世保
- 長崎
- 別府
- 熊本
- 八代
- 人吉
- 西都
- 宮崎
- 都城
- 鹿児島
- 那覇

## 関連書籍
- 桃太郎電鉄オフィシャルガイド TOKYO・JAPAN・WORLD ～めざせ! 上位ランキングへの道～
  - 2008年、ゴマブックス発行・発売、ISBN 978-4-7771-0908-1
  - 本作及び、モバイル版の『TOKYO』『JAPAN』『WORLD』に対応した攻略本。
- 土居孝幸アートワークス DOIN'S
  - 2010年、樹想社発行、銀河出版発売、ISBN 978-4-87777-095-2
  - キャラクターデザインを手掛ける土居孝幸の画集。本作からは広告用原画などが掲載されている。